# Toszoncengel járás (Dzavhan)
Toszoncengel járás (mongol nyelven: Тосонцэнгэл	сум) Mongólia Dzavhan tartományának egyik járása. Területe 5300 km². Népessége 9045 fő.
Székhelye Sumúltaj (Шумуултай), mely 180 km-re északkeletre fekszik Uliasztaj tartományi székhelytől.